# Rio Haryanto
Rio Haryanto, né le 22 janvier 1993 à Surakarta (Java central en Indonésie), est un pilote automobile indonésien. En 2016, il devient le premier pilote indonésien engagé en Formule 1.

## Biographie

### Karting et débuts en monoplace
Rio Haryanto commence le karting à six ans. Il est sacré champion Junior Asie en 2007 et fait ses débuts en monoplace la saison suivante, en participant au challenge de Formule Renault asiatique, où il termine cinquième. Il court également en Formule Asia 2.0 et se classe troisième. En 2009, Haryanto s'engage en Formule BMW Asia et remporte le championnat avec six victoires et onze podiums en quinze courses.
En 2010, à 17 ans, sous le giron de Manor Motorsport, qui le titularise en GP3 Series, Haryanto découvre la compétition européenne et remporte sa première victoire, en Turquie, pour sa quatrième course. Il se classe cinquième du championnat et effectue, en fin de saison, son premier test au volant d'une Formule 1, à Abou Dabi, pour le compte de Virgin Racing écurie étroitement liée à Manor Motorsport. Haryanto, reconduit par Manor Motorsport en 2011, se classe septième du championnat  avec deux nouvelles victoires.

### GP2 Series

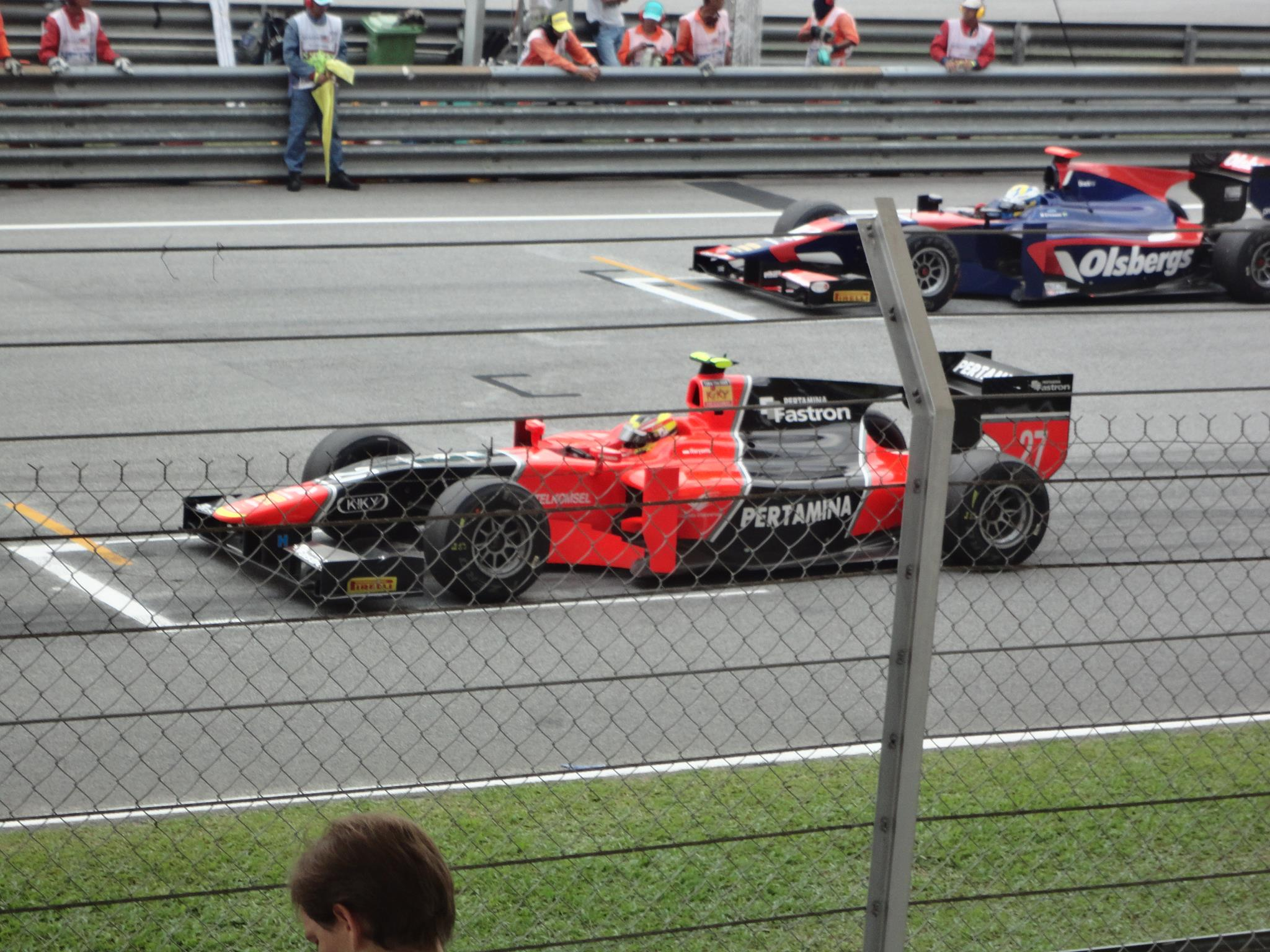
Rio Haryanto en GP2 en 2012 avec Manor à Sepang.

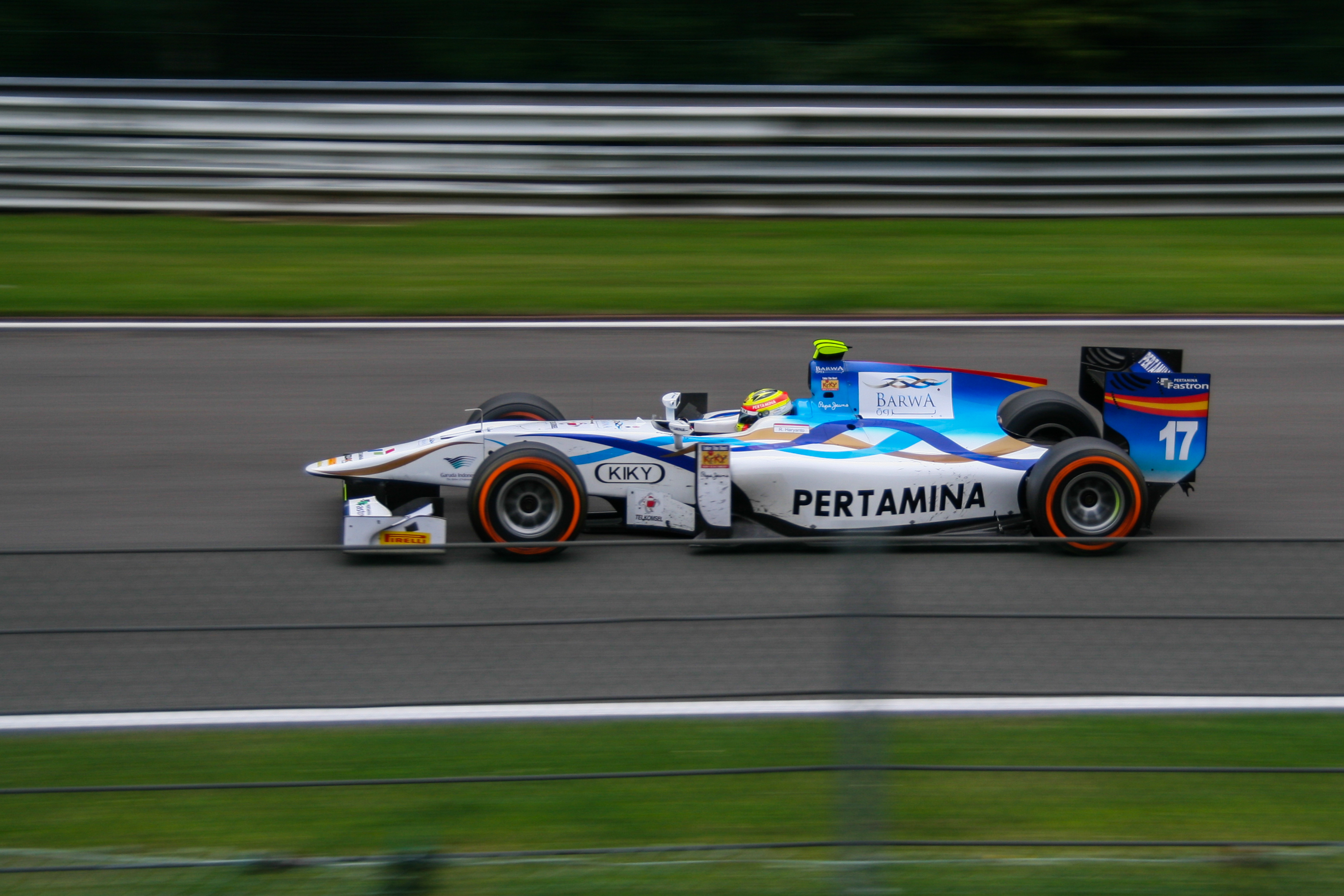
Rio Haryanto en GP2 en 2013 à Spa-Francorchamps.

La progression d'Haryanto pousse Manor à le promouvoir en GP2 Series la saison suivante, aux côtés de Max Chilton chez Carlin Motorsport. Avec une pole position sous la pluie à Spa comme seule performance notable, Haryanto se classe quatorzième du championnat. Alors que son coéquipier Chilton obtient un baquet en Formule 1 chez Manor Marussia F1 Team pour la saison suivante, Haryanto ne peut que réaliser de nouveaux essais en Formule 1 pour Marussia à Silverstone. 
En 2013, pour sa deuxième saison en GP2 Series, Haryanto rejoint l'écurie Barwa Addax et obtient son premier podium dans la discipline à Silverstone ; il termine dix-neuvième du championnat et rejoint, en 2014, l'équipe EQ8 Caterham Racing affiliée à l'écurie de Formule 1 Caterham F1 Team. Il obtient un nouveau podium, à Monaco, et termine quinzième du championnat. Haryanto effectue quelques tests en Formule 1 au volant de la Caterham CT05.
En 2015, Haryanto dispute sa quatrième saison consécutive en GP2 Series, désormais chez Campos Racing. Il remporte trois courses pour et se classe quatrième du championnat après avoir été longtemps deuxième derrière Stoffel Vandoorne. À l'issue de cette saison, Haryanto noue ses premiers contacts sérieux avec une écurie de Formule 1 et est pressenti pour un volant chez Manor Racing. En compétition avec les deux pilotes titulaires de l'écurie, Will Stevens et Alexander Rossi (parallèlement engagé en GP2 et ayant terminé deuxième du championnat devant Haryanto), Haryanto, grâce au soutien financier du gouvernement indonésien, est officialisé le 18 février 2016 aux côtes de Pascal Wehrlein. Il devient le premier pilote indonésien en Formule 1.

### 2016: débuts en Formule 1 chez Manor Racing

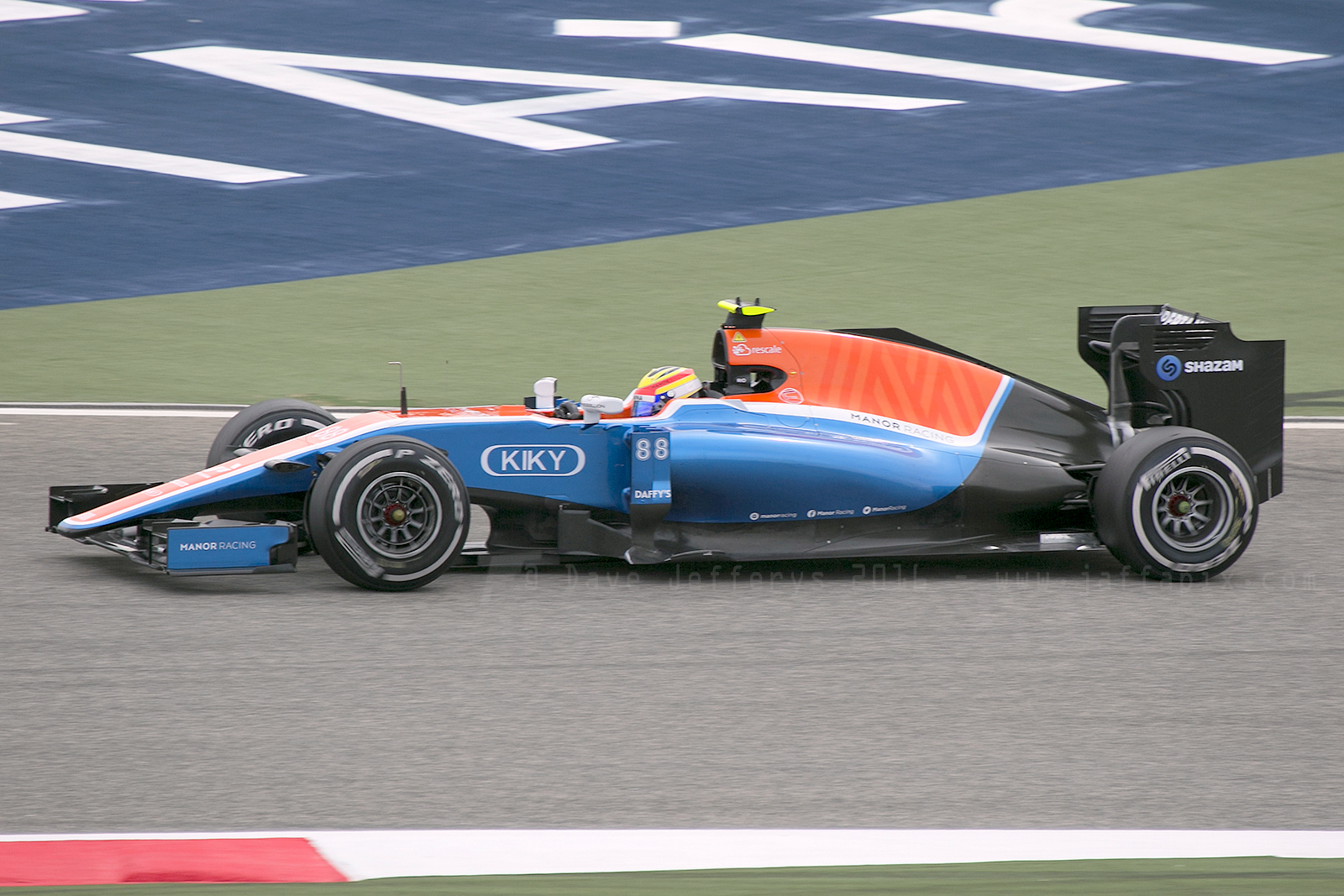
Rio Haryanto sur la Manor MRT05 au Grand Prix de Bahreïn 2016.

Sa découverte de la Formule 1 est mouvementée, il part en tête à queue lors des tests en Catalogne pour ses premiers tours de roue au volant de la Manor MRT05. Rien de grave puisqu'il peut réaliser une séance pleine l'après-midi. Néanmoins, le lendemain, il part de nouveau à la faute, endommageant cette fois sa monoplace alors qu'il cherchait les limites de la voiture. Ces erreurs n'inquiètent pas outre-mesure son équipe, Haryanto n'ayant aucune expérience au volant de ce type de monoplace, contrairement à son coéquipier allemand, ancien pilote réserve chez Mercedes.
À la suite d'un accrochage avec Romain Grosjean lors de la troisième séance d'essais libres au Grand Prix d'Australie, il est pénalisé de 3 places sur la grille de départ. Après avoir réalisé le 21e et avant-dernier temps, devant son coéquipier Pascal Wehrlein, il s'élance alors du dernier rang pour son premier GP, qu'il ne peut terminer à cause d'un problème technique. Durant la première moitié de saison, il devance plusieurs fois son coéquipier en qualifications (Australie, Chine, Monaco, Europe, Grande-Bretagne) sans parvenir à suivre son rythme en course.  
Le 10 août 2016, Manor Racing titularise Esteban Ocon pour les neuf derniers Grands Prix de la saison 2016 en remplacement d'Haryanto en manque de budget ; le Français fait ses débuts lors du Grand Prix de Belgique. Haryanto accepte d'endosser dès lors le rôle de pilote de réserve pour le reste de la saison. En négociations avec Sauber et Manor pour redevenir titulaire pour la saison 2017, il ne trouve finalement pas d'accords avec ces deux équipes, après le retrait de son partenaire principal Pertamina des négociations.

## Carrière
- 2007 : Karting : Championnat Junior Asie : Champion ;
- 2008 : Formule Renault 2.0 Asie 3e ;
- 2009 : Formule BMW Pacific : Champion avec 7 pole positions, 6 victoires, 11 podiums et 9 meilleurs tours ;
- 2010 : GP3 Series avec l'écurie Manor Motorsport : 5e avec 1 victoire ;
- 2011 : GP3 Series avec l'écurie Manor Motorsport : 7e avec 2 victoires ;
- 2012 : GP2 Series avec l'écurie Carlin Motorsport : 14e avec 1 pole ;
- 2013 : GP2 Series avec l'écurie Team Addax : 19e avec 1 podium ;
- 2014 : GP2 Series avec l'écurie EQ8 Caterham Racing : 15e avec 1 podium ;
- 2015 : GP2 Series avec l'écurie Campos Racing : 4e avec 3 victoires ;
- 2016 : Formule 1 avec l'écurie Manor Racing : 24e avec douze Grands Prix.

## Résultats en championnat du monde de Formule 1
| Saison | Écurie           | Châssis     | Moteur      | Pneus   | GP disputés | Points inscrits | Classement |
| ------ | ---------------- | ----------- | ----------- | ------- | ----------- | --------------- | ---------- |
| 2016   | Manor Racing MRT | Manor MRT05 | Mercedes V6 | Pirelli | 12          | 0               | 24e        |

| Saison        | Écurie           | Châssis     | Moteur                    | Pneus | 1       | 2       | 3       | 4       | 5       | 6       | 7       | 8       | 9       | 10      | 11      | 12      | 13  | 14  | 15  | 16  | 17  | 18  | 19  | 20  | 21  | Classement | Points inscrits |
| ------------- | ---------------- | ----------- | ------------------------- | ----- | ------- | ------- | ------- | ------- | ------- | ------- | ------- | ------- | ------- | ------- | ------- | ------- | --- | --- | --- | --- | --- | --- | --- | --- | --- | ---------- | --------------- |
| 2016          | Manor Racing MRT | Manor MRT05 | Mercedes V6 turbo hybride | P     | AUS Abd | BAH 17e | CHI 21e | RUS Abd | ESP 17e | MON 15e | CAN 19e | EUR 18e | AUT 16e | GBR Abd | HON 21e | ALL 20e | BEL | ITA | SIN | MAL | JAP | USA | MEX | BRÉ | ABU | 24e        | 0               |
| Légende : ici |                  |             |                           |       |         |         |         |         |         |         |         |         |         |         |         |         |     |     |     |     |     |     |     |     |     |            |                 |